# PRIDE 32
PRIDE 32: The Real Deal fue un evento de artes marciales mixtas producido por PRIDE Fighting Championships, celebrado el 21 de octubre de 2006 en el Thomas & Mack Center de Las Vegas, Nevada, Estados Unidos. Este fue el primer evento de PRIDE FC que se celebró fuera de Japón.

## Resultados
1. ↑  Pelea no-titular.
2. ↑  Randleman falló la prueba de drogas posterior a la pelea.
3. ↑  Nastulla falló la prueba de drogas posterior a la pelea.
4. ↑  Belfort falló la prueba de drogas posterior a la pelea.